# Gairaigo
Gairaigo (japonsky 外来語) je japonský výraz pro přejaté nebo „vypůjčené“ slovo a označuje přepis do japonštiny. Pojem často značí japonské slovo cizojazyčného původu, avšak ne čínského. Japonština také disponuje velkým množstvím slov přejatých z čínštiny, tvořících značnou část jazyka. Tato slova byla převzatá během dob starověku. Dnešní čínská přejatá slova jsou všeobecně pokládána za gairaigo a psána v katakaně.
V psané japonštině se gairaigo píše téměř vždy v katakaně.
Přejatá slova staršího původu jsou také často psána pomocí atedži (kandži vybrané pro jejich fonetickou hodnotu) nebo hiragany. Kupříkladu portugalské tabako, znamenající „tabák“ nebo „cigarety“ může být napsáno jako タバコ (katakana), たばこ (hiragana) nebo 煙草 (kandži), beze změny významu.

## Jazyky, z nichž japonština přejímá
Moderní gairaigo se nejčastěji využívá při odvozování z angličtiny. Tyto výrazy sice slouží k popisu něčeho, co v japonštině nemá vlastní výraz, ale za jejich existenci může například i upřednostňování anglických termínů nebo pouhá modernost.
V minulosti pocházelo mnohem víc gairaigo z jiných jazyků než je anglický jazyk. Mezi první neasijské země mající úzké kontakty s Japonskem patřilo v 16. a 17. století Nizozemsko a Portugalsko, což zanechalo v tamním jazyce některá přejatá slova, z nichž se mnohá používají i dnes.
V období Meidži Japonsko též udržovalo významné styky s Německem. Během té doby se japonština rozrostla o mnoho slov německého původu, převážně z oboru lékařství, která se Japonci naučili od Němců. Stejně tak tomu bylo i v případě francouzštiny.